# Club Atlético de Madrid 1966-1967
Questa voce raccoglie le informazioni riguardanti il Club Atlético de Madrid nelle competizioni ufficiali della stagione 1966-1967.

## Stagione
Assunto il brasiliano Otto Glória alla guida della squadra, i colchoneros non riuscirono a difendere il titolo conquistato nella stagione precedente: dopo un inizio incerto la squadra fu protagonista di una lenta scalata della classifica, che culminò con il quarto posto finale. La Coppa dei Campioni vide l'uscita dei colchoneros dopo gli ottavi di finale, sconfitti nella ripetizione del match con il Vojvodina, mentre in Coppa del Generalísimo la squadra giunse fino ai quarti di finale, dove fu estromessa dall'Atlético Bilbao, finalista della manifestazione.

## Maglie e sponsor
| Manica sinistra · Manica sinistra · Maglietta · Maglietta · Manica destra · Manica destra · Pantaloncini · Calzettoni |

## Organigramma societario
Area direttiva
- Presidente:  Vicente Calderón

Area tecnica
- Allenatore:  Otto Glória

## Rosa
La rosa dell'Atlético Madrid su BdFutbol.
| N. |                      | Ruolo | Calciatore           |
| -- | -------------------- | ----- | -------------------- |
| -  | Argentina (bandiera) | P     | Edgardo Madinabeytia |
| -  | Spagna (bandiera)    | P     | Rodri                |
| -  | Spagna (bandiera)    | P     | Miguel San Román     |
| -  | Argentina (bandiera) | D     | Jorge Griffa         |
| -  | Spagna (bandiera)    | D     | Julio Iglesias       |
| -  | Spagna (bandiera)    | D     | Feliciano Rivilla    |
| -  | Spagna (bandiera)    | D     | Jesús Martínez Jayo  |
| -  | Spagna (bandiera)    | D     | Colo                 |
| -  | Spagna (bandiera)    | D     | Isacio Calleja       |
| -  | Spagna (bandiera)    | C     | Adelardo             |
| -  | Spagna (bandiera)    | C     | Luis Aragonés        |

| N. |                       | Ruolo | Calciatore             |
| -- | --------------------- | ----- | ---------------------- |
| -  | Spagna (bandiera)     | C     | Jesús Glaría Jordán    |
| -  | Spagna (bandiera)     | C     | Manuel Ruiz Sosa       |
| -  | Spagna (bandiera)     | C     | Francisco García Gerpe |
| -  | Spagna (bandiera)     | A     | Isidro Ruiz            |
| -  | Spagna (bandiera)     | A     | José Ufarte            |
| -  | Spagna (bandiera)     | A     | Enrique Collar         |
| -  | Spagna (bandiera)     | A     | José Antonio Urtiaga   |
| -  | Portogallo (bandiera) | A     | Jorge Alberto Mendonça |
| -  | Honduras (bandiera)   | A     | José Cardona           |
| -  | Spagna (bandiera)     | A     | Miguel Jones           |
| -  | Spagna (bandiera)     | A     | José Eulogio Gárate    |

## Risultati

### Coppa del Generalísimo
| Arbitro: | Sánchez Ibáñez |

|                                                     |           |  |
| Aragonés 7’ (rig.), 37’ (rig.), 55’, 60’ Ufarte 14’ | Marcatori |  |

| Arbitro: | De Andrés Barragán |

|                         |           |             |
| Chancho 10’ Bergara 47’ | Marcatori | 58’ Cardona |

| Arbitro: | Bueno Perales |

|                        |           |  |
| Adelardo 1’ Collar 67’ | Marcatori |  |

| Arbitro: | Ruiz Alciturri |

|  |           |                        |
|  | Marcatori | 33’ Cardona 42’ Ufarte |

| Arbitro: | Oliva Fortuny |

|  |           |                  |
|  | Marcatori | 9’, 76’ Argoitia |

| Arbitro: | Birigay Nieva |

|                |           |             |
| Iñaki Sáez 55’ | Marcatori | 79’ Cardona |

### Coppa dei Campioni
| Arbitro: | Dagnall |

|  |           |                          |
|  | Marcatori | 41’ Cardona 44’ Aragonés |

| Arbitro: | Hannet |

|                                       |           |           |
| Aragonés 18’ Mendonça 57’ Urtiaga 66’ | Marcatori | 23’ Svahn |

| Arbitro: | Mihăilescu |

|                                        |           |                     |
| Takač 3’ Pantelić 74’ (rig.) Brzić 86’ | Marcatori | 55’ (rig.) Aragonés |

| Arbitro: | Callaghan |

|                                  |           |  |
| Aragonés 33’ (pen.) Adelardo 43’ | Marcatori |  |

| Arbitro: | O'Neill |

|                       |           |                             |
| Adelardo 3’ Collar 6’ | Marcatori | 28’, 102’ Takač 65’ Radović |

## Statistiche

### Statistiche di squadra
| Competizione           | Punti | Totale | Totale | Totale | Totale | Totale | Totale | DR  |
| Competizione           | Punti | G      | V      | N      | P      | Gf     | Gs     | DR  |
| ---------------------- | ----- | ------ | ------ | ------ | ------ | ------ | ------ | --- |
| Primera División       | 35    | 30     | 14     | 7      | 9      | 57     | 30     | +27 |
| Coppa del Generalísimo | -     | 6      | 3      | 1      | 2      | 11     | 5      | +6  |
| Coppa dei Campioni     | -     | 5      | 3      | 1      | 1      | 10     | 7      | +3  |
| Totale                 | -     | 41     | 20     | 9      | 12     | 78     | 42     | +36 |

### Statistiche dei giocatori
| Giocatore          | Primera División | Primera División | Primera División | Primera División |
| Giocatore          | Presenze         | Reti             | Ammonizioni      | Espulsioni       |
| ------------------ | ---------------- | ---------------- | ---------------- | ---------------- |
| A. Adelardo        | 16               | 5                | -                | -                |
| L. Aragonés        | 23               | 11               | -                | -                |
| I. Calleja         | 17               | -                | -                | -                |
| J. Enrique Cardona | 11               | 5                | -                | -                |
| E. Collar          | 16               | 2                | -                | -                |
| J. Eulogio Gárate  | 14               | 9                | -                | -                |
| G. Gerpe           | 2                | -                | -                | -                |
| J. Glaría          | 30               | 5                | -                | -                |
| J. Griffa          | 18               | -                | -                | -                |
| J. Iglesias        | 17               | -                | -                | -                |
| M. Jones           | 2                | -                | -                | -                |
| E. Madinabeytia    | 3                | -                | -                | -                |
| M. Jayo            | 14               | -                | -                | -                |
| Mendonça           | 23               | 6                | -                | -                |
| F. Rivilla         | 28               | -                | -                | -                |
| R. Rodríguez       | 11               | -                | -                | -                |
| I. Ruiz            | 4                | -                | -                | -                |
| M. Ruiz Sosa       | 6                | -                | -                | 1                |
| S. Román           | 16               | -                | -                | -                |
| J. Santaella       | 14               | -                | -                | -                |
| J. Ufarte          | 23               | 3                | -                | -                |
| J.A. Urtiaga       | 22               | 10               | -                | -                |